# Josefínský uzel

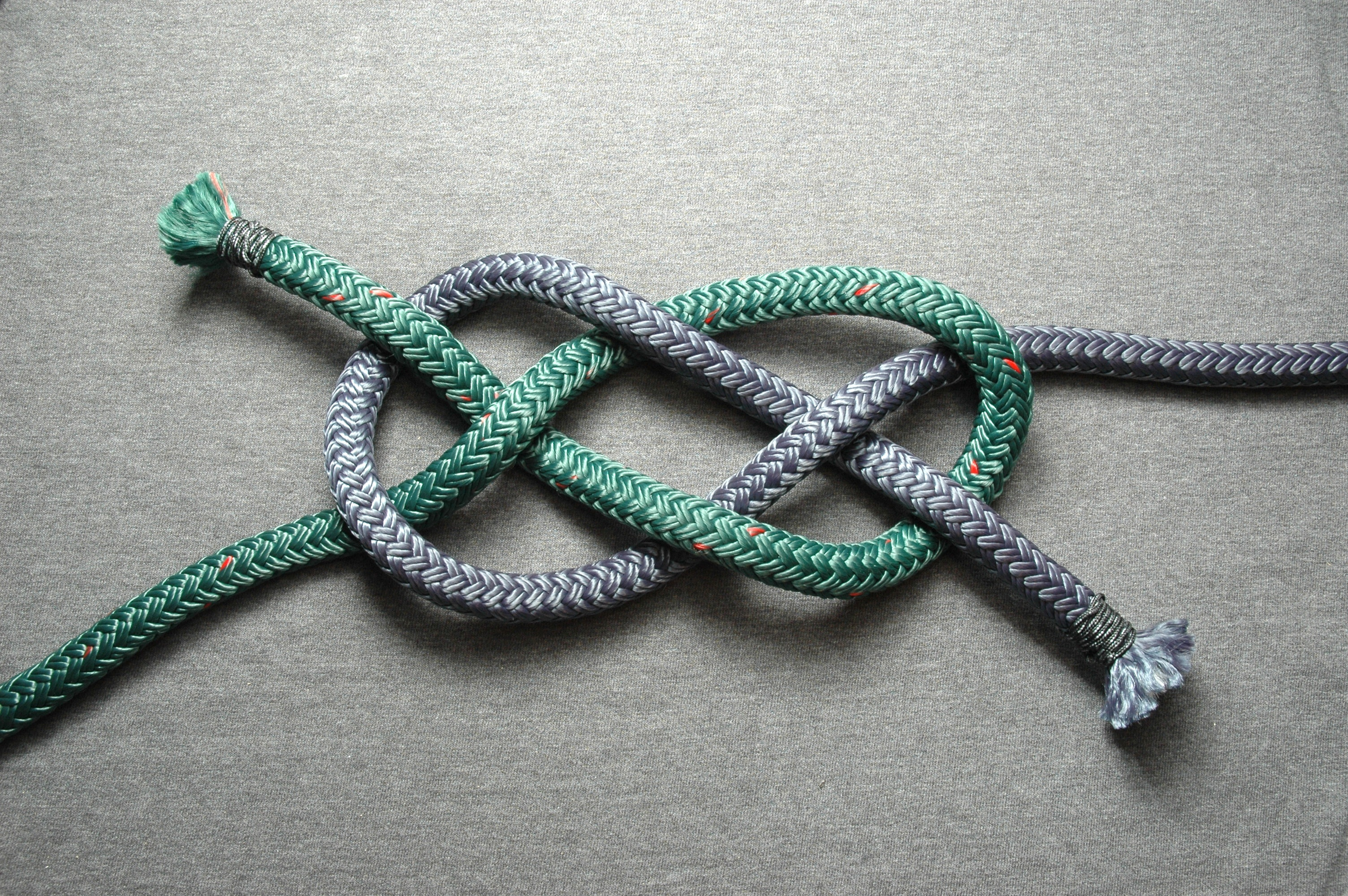
Josefínská spojka - diagonální varianta

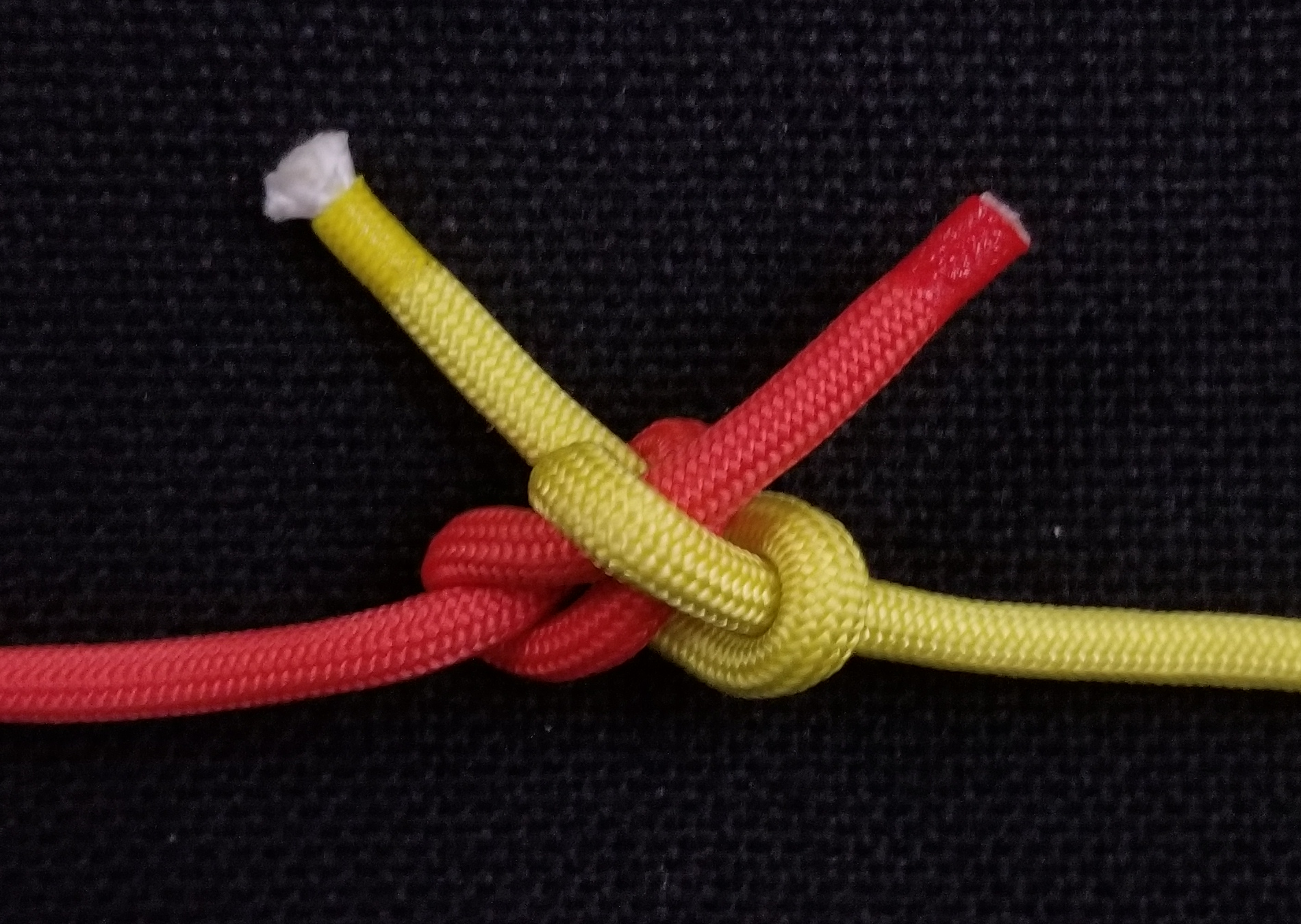
Josefínská spojka přesmyknutá - takto urovnaná půjde rozvázat i po velkém zatížení

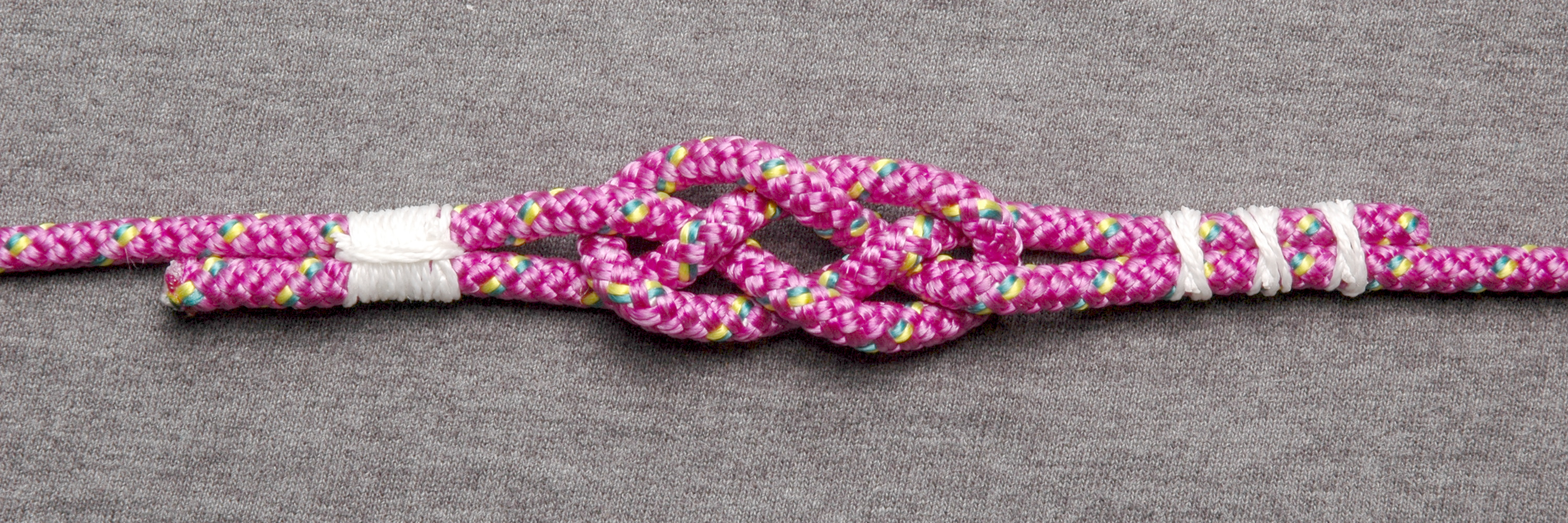
Josefínská spojka v plochém tvaru - zabandážovaná

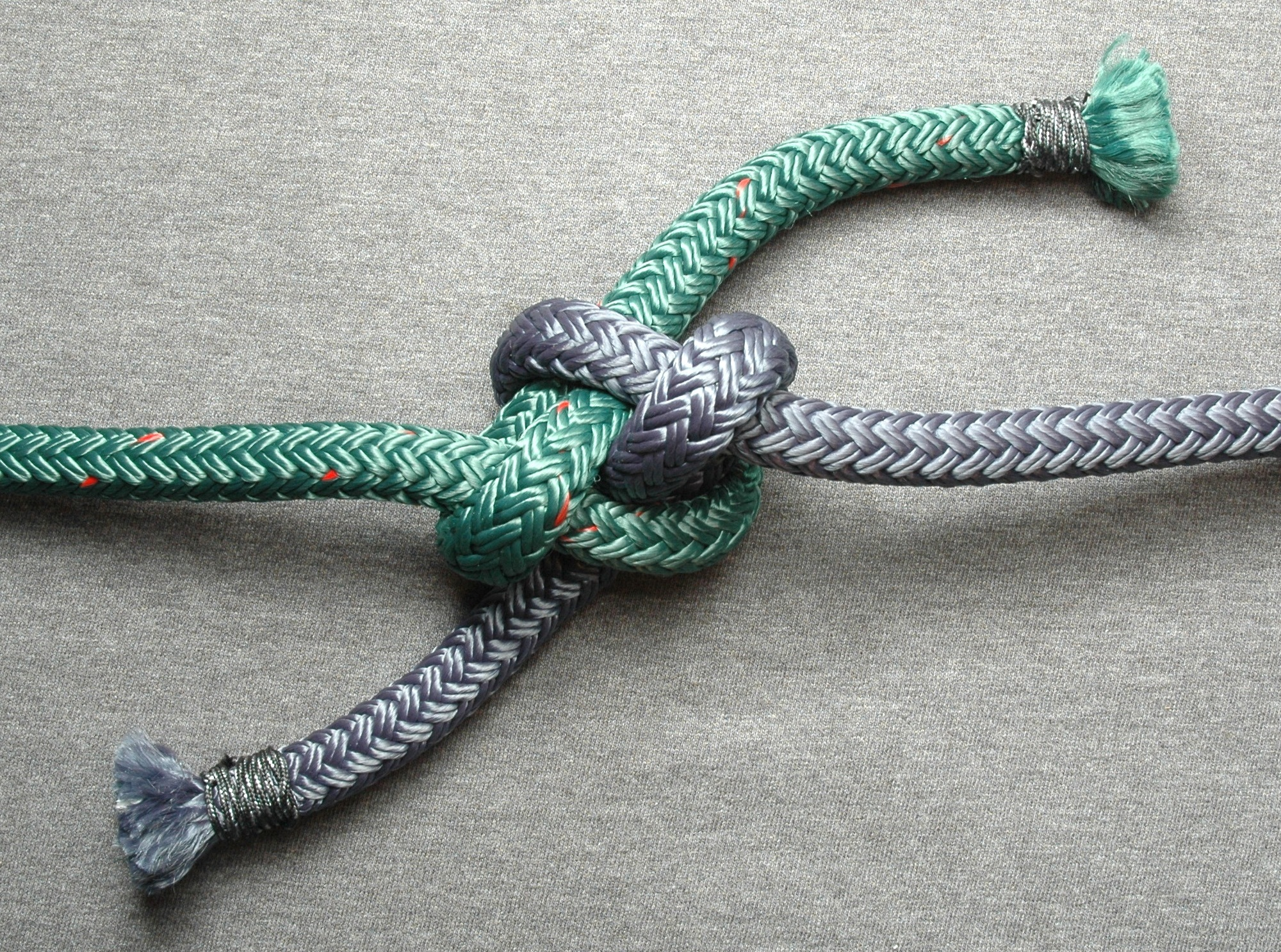
Josefínský uzel částečně přesmyknutý a symetricky utažený, ale s nedostatečně vytaženými ohyby kolem pevných konců (je méně stabilní a půjde hůře rozvazovat)

Josefínský uzel (též uzel přátelství, anglicky Carrick bend) je druh symetrického spojovacího a dekorativního uzlu. Jeho historie sahá od starých Číňanů (doložen již v dynastii Západní Chan 206 př. n. l.–9 n. l.), přes Vikingy a evropský středověk až k novověkým plachetním lodím, ale přes svoje kvality patří v současnosti k méně používaným uzlům.

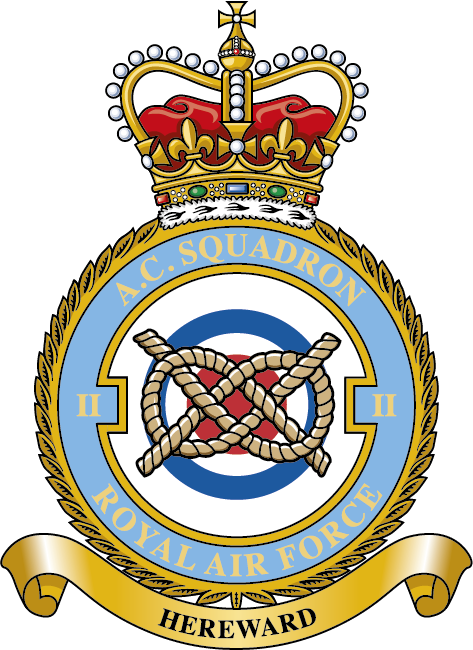
No. 2 Squadron RAF

## Použití
Má dvě základní varianty - diagonální a stejnostrannou, z nichž každá má dva použitelné tvary - plochý a přesmyknutý.

### Diagonální varianta
V ploché formě jsou volné konce úhlopříčně vzhledem k podélné ose. Tato forma je též zvána josefínská spojka nebo Carrickova přezka, ABOK #1439. Tato varianta je pro spojování lan spolehlivější a je velmi vhodná pro spojování těžkých, málo ohebných lan či kabelů. Lze jej ponechat i v nepřesmyknutém stavu, pokud se konce zabezpečí například bandáží. Velmi snadno se pak rozvazuje.

Přesmyknutí do utažené podoby však vyžaduje pozornost. Na rozdíl od většiny ostatních uzlů se musí začít utahovat za oba zatěžované prameny najednou, přičemž se značná část volných konců vtáhne zpět do uzlu, kde vytvoří výrazné dlouhé ohyby, které později usnadní rozvázání (podobný princip jako u dračí smyčky). I v tomto tvaru patří ke snadno rozvazatelným uzlům, ale pokud ale není správně urovnán, někdy při zatížení v částečně přesmyknuté poloze buď prokluzuje, nebo se naopak utáhne takovým způsobem, že se rozvazuje velmi obtížně. V moderní literatuře už je málokdy zobrazen špatný diagram uzlu, jak tomu často bývalo dřív, ale správné utažení stále ještě moc často k vidění není.

Málokterá příručka ho opomene uvést, a málokdo ho používá. Důvodem může být i velké množství variant s jiným křížením, které můžou na první pohled vypadat podobně, ale jsou vesměs horší.
Diagonální varianta je také základem diamantového uzlu, používaného například na modlitební provazy.

### Stejnostranná varianta

Josefínský uzel stejnostranný

Varianta s volnými konci na stejné straně osy tvořené pevnými konci (ABOK #1428) je častěji využívána k ozdobným účelům.
Využívá se i v drhání a v heraldice jako například uzel Herewarda Bdělého (Wake knot), který je dnes i ve znaku 2. perutě RAF. V Číně představoval tradiční motiv překrývajících se mincí štěstí. Někdy se váže též v provedení se spojenými konci, kdy je nazýván uzel dvou mincí (double coin knot) a umí zajistit bohatství a dlouhověkost.
Stejnostranná varianta z jednoho pramene je základem pro pletení turbánku.

## Rozšíření

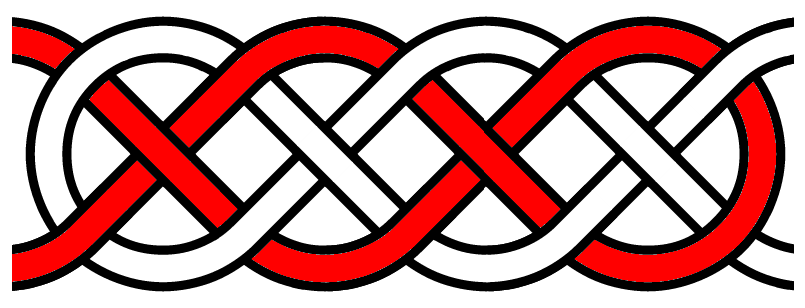
Košíkářský uzel

Princip symetrického střídavého proplétání lze u obou variant dále libovolně rozšiřovat, čímž dostaneme celou kategorii košíkářských uzlů nebo dekorativních a symbolických keltských uzlů, které jsou využitelné také pro zhotovení nejrůznějších pletenců, rohoží a dalších užitkových i dekoračních předmětů.